# Rocket Ride
Rocket Ride ist der Titel eines 1977 erschienenen Rocksongs der der US-amerikanischen Hard-Rock-Band Kiss, der auch als Single erschien. Er wurde außerdem auf der ausschließlich aus Studioaufnahmen bestehenden vierten Seite des Albums Alive II veröffentlicht.

## Hintergrund
Die Band hatte Ende 1976 ihren Plattenvertrag mit Casablanca Record & FilmWorks erneuert, er sah die Veröffentlichung von fünf Alben im Zeitraum zwischen dem 1. Januar 1977 und dem 30. Juni 1979 vor. Dabei sollten Soloalben der Bandmitglieder als jeweils ein halbes Album im Sinne des Vertrages gewertet werden. Die Mindestanzahl von Liedern, die ein Album laut diesem Vertrag enthalten musste, betrug fünf.
Die Band hatte nach der Veröffentlichung ihres ersten Livealbums Alive! mit Destroyer und Rock and Roll Over (beide 1976) zwei Studioalben unter den ursprünglichen Vertragsbedingungen aufgenommen, Love Gun (1977) war die erste Platte, die nach Unterzeichnung des neuen Vertrags entstanden war. Für dieses Album hatte Gitarrist Ace Frehley Rocket Ride, das er 1977 während der Japan-Tournee der Band gemeinsam mit Sean Delaney geschrieben hatte, zur Verwendung vorgeschlagen, es war jedoch abgelehnt worden.
Die Setlist der Band hatte sich trotz der drei neuen Alben nicht sehr stark verändert: Bewährte Titel blieben Teil der Konzerte, die nur von einer vergleichsweise geringen Zahl neuerer Titel ergänzt wurden. Als entschieden wurde, dass ein zweites Livealbum erscheinen sollte, wollten Band und Management vermeiden, dass Lieder von Alive! auch auf dem kommenden Werk erscheinen würden. Daher wurde der Anteil der Live-Aufnahmen auf drei Schallplattenseiten begrenzt; die vierte Seite sollte ausschließlich neue, im Studio aufgenommene Lieder enthalten.
Für diese vierte Seite wurden unter der Leitung von Musikproduzent Eddie Kramer im September 1977 im Capital Theatre, in Passaic (New Jersey) und den Electric Lady Studios in New York City fünf Titel aufgenommen, vier von ihnen ohne Beteiligung von Frehley. Statt seiner spielte Bob Kulick bei drei Aufnahmen (All American Man, Rockin’ in the USA und Larger Than Life) Leadgitarre. Rocket Ride dagegen entstand ohne die Beteiligung von Bassist Gene Simmons, dessen Part Frehley selbst aufnahm.
Für die Single-Veröffentlichung wurde das Lied, das im Original 4:07 Min. Spielzeit hat, auf eine Laufzeit von 3:04 Min. gekürzt. Das einleitende Riff weist stärkere Echo-Effekte als die Albumversion auf, das Riff zwischen der ersten und der zweiten Strophe wurde halbiert, die Skala im Break um ein Drittel gekürzt und das Lied mittels Fadeout während der ersten Wiederholung der Textzeile „Baby's on her knees, baby wants to please“ beendet. In Großbritannien wurde eine Maxisingle veröffentlicht, die die Albumversion des Liedes enthielt.

## Rezeption
Rocket Ride war die zweite Single, die aus dem Album ausgekoppelt wurde, B-Seite war die Liveversion des Liedes Tomorrow and Tonight. Das Lied erreichte am 22. April 1978 Platz 39 der Billboard Hot 100 und konnte sich 10 Wochen in den Charts halten.

### Coverversionen
Technisch gesehen veröffentlichte Ace Frehley die erste Coverversion seines eigenen Songs auf dem Album Live + 1, das seine Soloband Frehley’s Comet 1988 herausbrachte. Die Band For Love Not Lisa veröffentlichte ihre Interpretation des Liedes 1993, Gilby Clarke nahm den Song 1997 für das Tribute-Album Return of the Comet: Tribute to Ace Frehley auf. 2010 erschien eine Version der Band Electric Frankenstein auf dem Album Electric Frankenstein / The Hip Priests.